# Apoteket Gripen

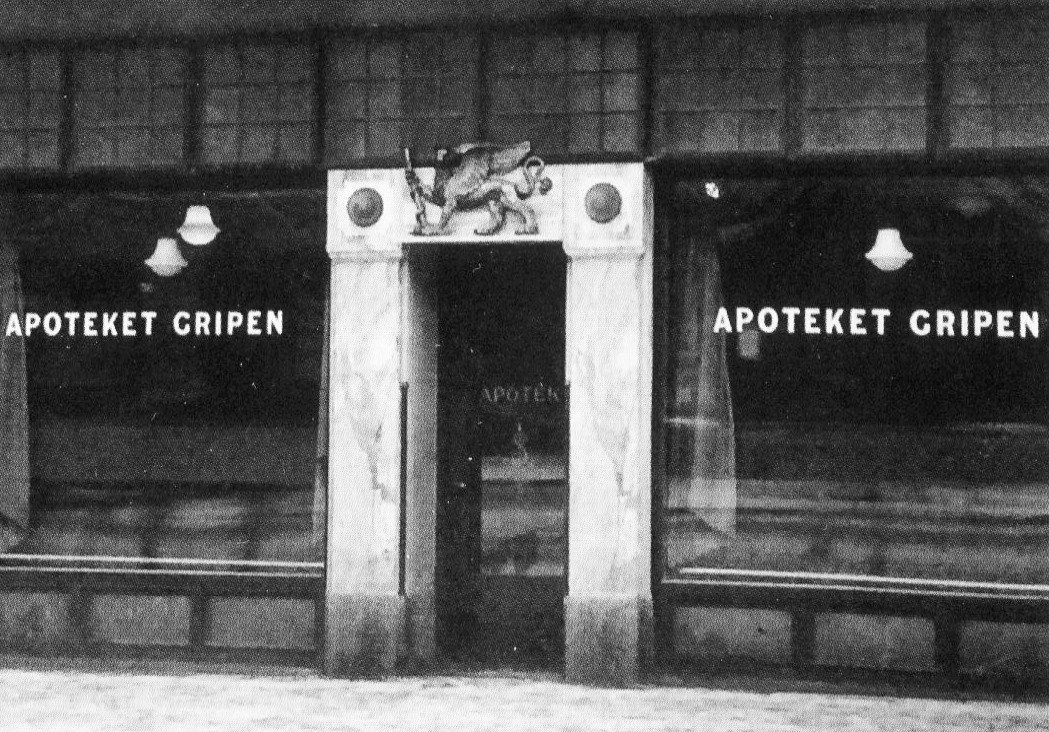
Gripens entré 1930.

Apoteket Gripen var ett apotek som låg på Södermalm i Stockholm. Gripen etablerades 1760 och hade sina lokaler vid olika adresser på Götgatan. 

## Historik

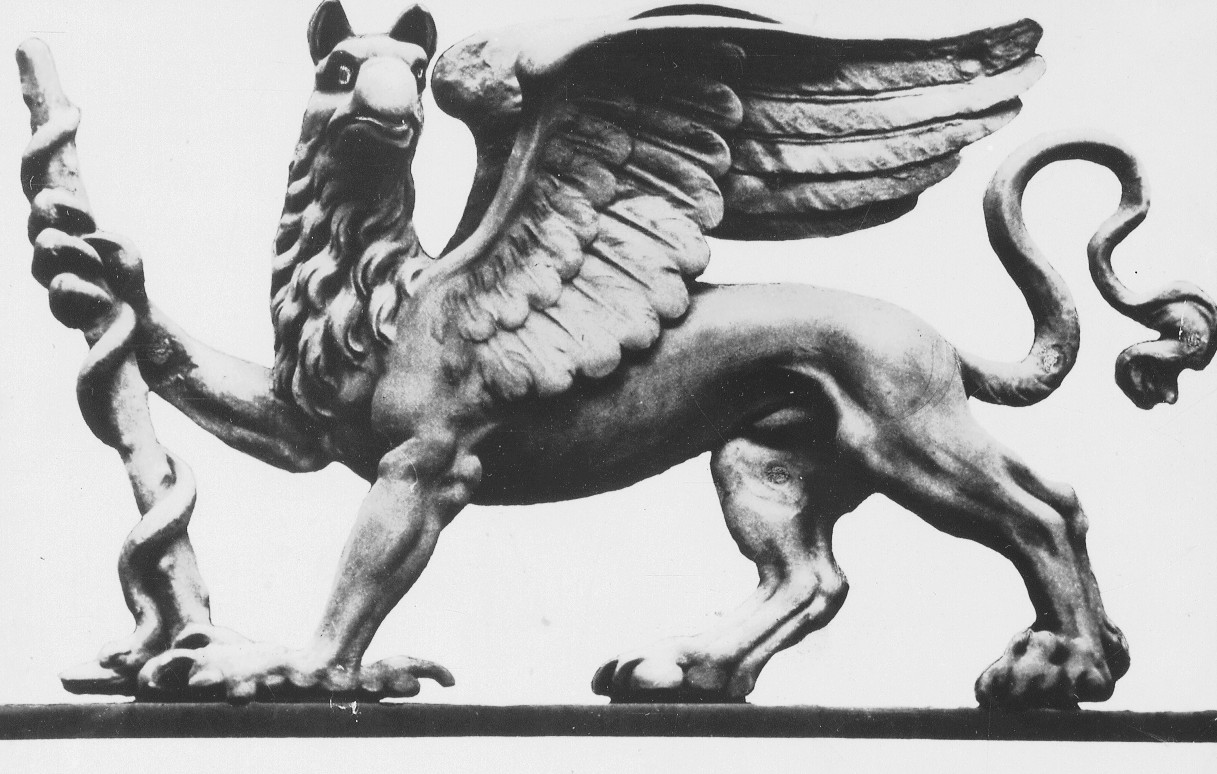
Gripens emblem.

Anledningen att öppna ett nytt apotek på Södermalm var den stora befolkningsökningen och 1759 förordade kung Adolf Fredrik att ett nytt apotek skulle inrättas i Katarina församling. Namnet skulle vara Gripen, inspirerad av Södermanlands vapen som visar fabeldjuret grip dock med eskulapstaven i tassen. Den hade formgivits av ornamentbildhuggaren Pehr Ljung. Första apotekare på Gripen var Carl Magnus Bonge (1737-1770) vilken tidigare varit verksam som elev på Apoteket Enhörningen. Han erhöll privilegium att driva ett eget apotek den 5 augusti 1760. Samma år öppnade Gripen på Götgatan 17 (nuvarande 19).
Nästa apotekare var Arvid Ithimæus som genom gifte med Bonges änka blev ägare till rörelsen. 1781 flyttades verksamheten ett kvarter söderut till nummer 21. En av de senare ägarna hette Zacharias Wikström som sålde apoteket 1862 och startade därefter Sveriges första konservfabrik med fabriksanläggningen på Södermalm.

## Flytten till Götgatan 57

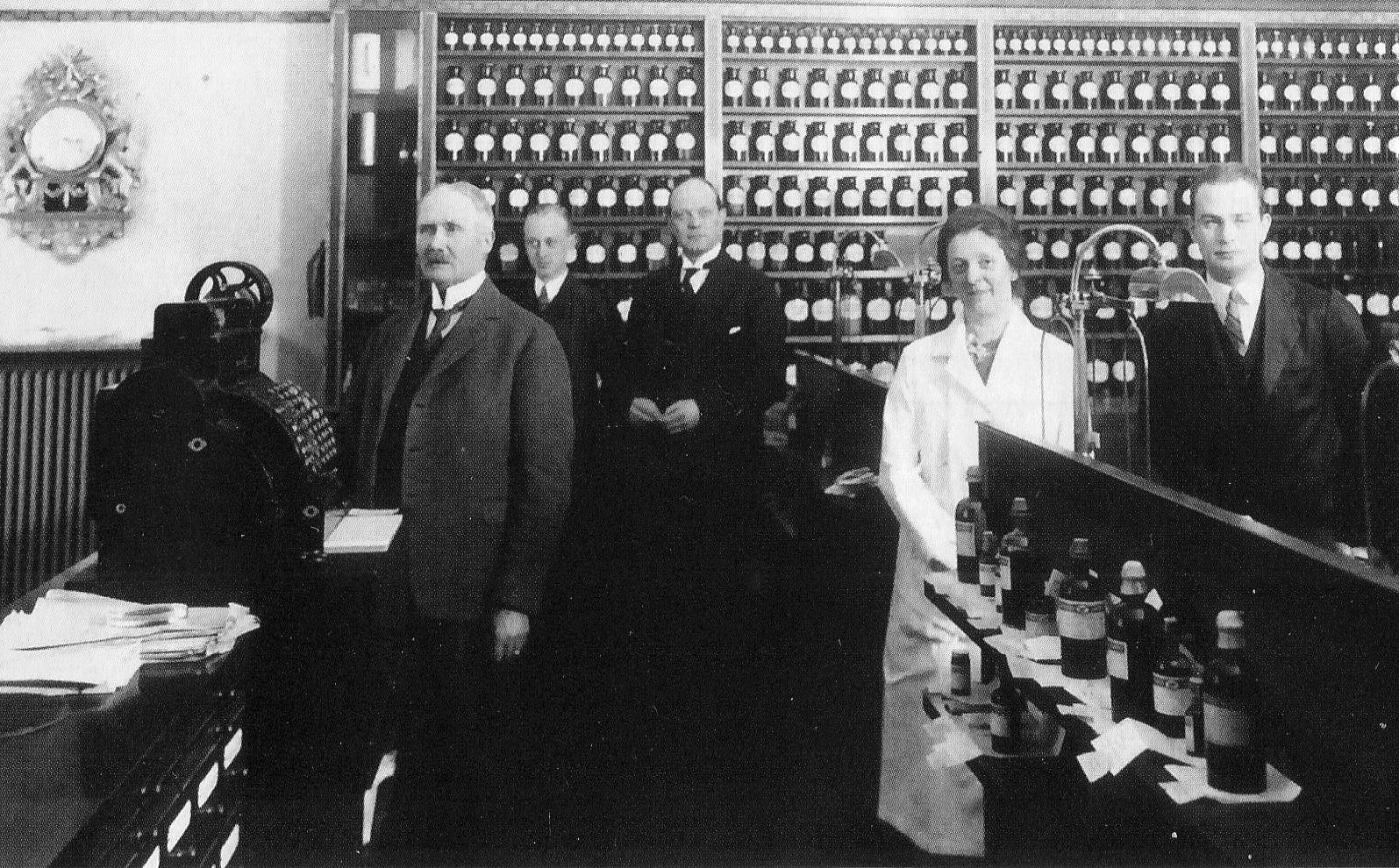
Gripens officin och personal, 1929.

År 1929 flyttades Gripen till Götgatan 57, hörnet Kocksgatan, samma fastighet där Göta Lejon öppnade sina lokaler den 25 januari 1928. Entrén var inramad av vit marmor och över entrén fanns Lungs gripenskulptur. 1980 fick apoteket en ny, modern inredning och 1992 flyttade man till den nybyggda Södermalms saluhallen. Idag påminner ingenting längre om apoteket Gripen från 1760.